# Agustín Rodríguez Santiago
Agustín Rodríguez Santiago (Marín, 10 de setembro de 1959) é um ex-futebolista profissional espanhol que atuava como goleiro.

## Carreira
Agustín Rodríguez Santiago se profissionalizou no Real Madrid.

## Seleção
Agustín Rodríguez Santiago integrou a Seleção Espanhola de Futebol nos Jogos Olímpicos de 1980, em Moscou.

## Títulos

### Clube
Real Madrid
- La Liga: 1985–86, 1987–88, 1988–89, 1989–90
- Copa del Rey: 1981–82, 1988–89
- Supercopa de España: 1988, 1989
- Copa de la Liga: 1985
- UEFA Cup: 1985–86
- European Cup: Vice 1980–81

Castilla
- Copa del Rey: Vice 1979–80

### Individual
- Troféu Ricardo Zamora: 1982–83